# Cometes acutipennis
Cometes acutipennis là một loài bọ cánh cứng trong họ Cerambycidae.